# Constituição da Costa Rica

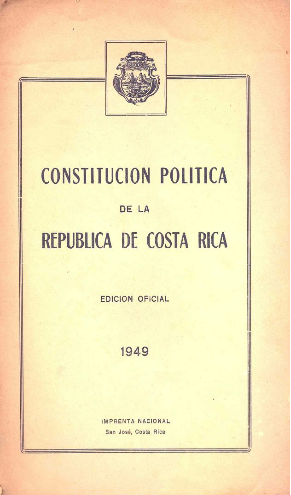

A Constituição da Costa Rica foi aprovada o 7 de novembro de 1949, como um novo projeto da Segunda República, gerada pelos distúrbios políticos que sofreu o país em 1948.

## Emissão e conteúdo do texto original da Constituição
A junta de governo presidida por José Figueres Ferrer  que assumiu o poder em Costa Rica o 8 de maio de 1948 tomou o nome de Junta Fundadora da Segunda República e no mesmo dia restabeleceu provisionalmente a vigência dos capítulos de garantias nacionais, individuais e sociais da Constituição de 1871.  O 3 de setembro de 1948, a Junta convocou a eleições para uma Assembleia Constituinte, que se inaugurou o 15 de janeiro de 1949. Esta Assembleia reconheceu a eleição presidencial verificada em favor de Dom Otilio Ulate e dispôs que este exercesse a primeira magistratura de 1949 a 1953.
A Junta Fundadora da Segunda República tinha nomeado uma comissão de juristas para preparar um projeto de Constituição.  O projeto formulado era extenso e continha grandes inovações e ideias de avançada; no entanto, a Assembleia Constituinte eliminou-o e tomou como base de discussão a Constituição de 1871, ainda que no curso das sessões admitiu alguns elementos daquele. O 7 de novembro de 1949, a Assembleia aprovou a nova Constituição Política, que é a que atualmente rege. Estes resultados devem-se à guerra de 1948.

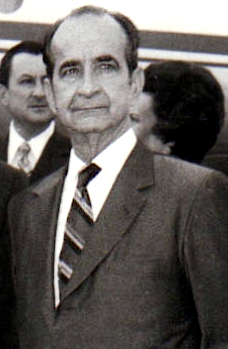
José Figueres Ferrer

## Resumo da Constituição de Costa Rica
Em sua redação original contava com 1949 artigos distribuídos em dezoito títulos e 19 artigos transitórios.
1. O título I declara que a República é livre e independente, proclama que a soberania reside na Nação, fixa os limites do território costarriquense e consagra sua soberania sobre o espaço aéreo de seu território, águas territoriais e plataforma continental. Dispõe que o Governo é popular, representativo, alternativo e responsável e o exercem os Poderes Legislativo, Executivo e Judicial. Dispõe-se que as disposições contrárias à Constituição são nulas e que corresponde ao Corte Suprema de Justiça, por duas terceiras partes de votos, declarar a inconstitucionalidade das disposições legislativas e dos decretos do Executivo. Proscreve-se o exército como instituição permanente.
2. O título II regula a condição de costarriquense por nascimento e por naturalização.
3. O título III regula a situação dos estrangeiros, que têm os mesmos direitos e deveres que os costarriquenhos, com as excepções que fixem a Constituição e as leis.
4. O título IV contém a enunciação dos direitos e garantias individuais. Entre as inovações que inclui figuram a proibição do estranhamento de costarriquenses, a criação do recurso de Amparo ao lado do de Hábeas Corpus e o estabelecimento da jurisdição contencioso-administrativa.
5. O título V refere-se aos direitos sociais, e além dos enunciados no capítulo de garantias sociais introduzido em 1943 à Constituição de 1871, contém outras disposições sobre a família, entre elas a proibição de qualificar a natureza da filiação.
6. O título VI, relativo à Religião, reproduz sem variações o texto da reforma constitucional de 1882 sobre essa matéria, ao assinalar que a Religião católica é a do Estado e que este contribui a sua manutenção, sem impedir o exercício de nenhum outro culto que não se oponha à moral universal nem aos bons costumes.
7. O título VII está dedicado à educação e a cultura. Além de consagrar a obrigatoriedade do ensino primário, declara-se que esta, a pré-escolar e a secundária são gratuitas. Garante-se a liberdade do ensino privado e introduzem-se diversas disposições com respeito à Universidade da Costa Rica, a liberdade de cátedra no ensino superior e diversos fins culturais da República.
8. O título VIII versa sobre os direitos e deveres políticos. Estabelece-se o sufrágio universal direto como direito dos costarriquenses de um ou outro sexo e se estabelece um Tribunal Supremo de Eleições para organizar e dirigir as eleições, declarar o resultado das eleições e exercer outras funções relacionadas com o sufrágio. Debaixo de sua dependência está o Registro Civil. Os membros do Tribunal são eleitos para períodos de seis anos pelo Corte Suprema de Justiça, em votação não menor dos dois terços de votos do total dos magistrados e devem reunir os requisitos exigidos a estes.
9. O título IX regula o Poder Legislativo, que exerce uma sozinha câmara denominada Assembleia Legislativa e integrada por 45 Deputados proprietários e ao menos 15 suplentes. Os Deputados são eleitos por períodos de quatro anos e não podem ser reeleitos em forma sucessiva. O Poder Legislativo perdeu algumas de suas atribuições tradicionais, tais como as relativas às eleições, mas adquiriu outras, entre elas as de interpelar e dar votos de censura aos Ministros e nomear comissões investigadoras. Seus períodos de sessões ordinárias foram ampliados consideravelmente. O Poder Executivo pode vetar um projeto de lei por considerá-lo inconveniente ou inconstitucional e neste último caso corte-a Suprema decide o assunto. A Assembleia está obrigada a consultar ao Corte Suprema de Justiça, o Tribunal Supremo de Eleições e outras instituições nos projetos de lei que se refiram a elas e em alguns casos requer de uma maioria qualificada para apartar de seu critério.
10. O título X versa sobre o Poder Executivo, que exercem o Presidente da República e os Ministros de Governo, estes em qualidade de obrigados colaboradores e que são nomeados e removidos livremente por aquele. O período do Presidente é de quatro anos e um ex-presidente não pode ser voltar a ser eleito até decorridos oito anos desde a conclusão de seu anterior período. Há dois Vice-presidentes da República, que se elegem popularmente ao mesmo tempo que o Presidente e o substituem em suas faltas temporárias ou absolutas. O Conselho de Governo formam-nos o Presidente e os Ministros e tem funções específicas, como as de exercer o direito de graça e nomear e destituir aos representantes diplomáticos.
11. O título XI regula o Poder Judicial. Ou Corte Suprema de Justiça formam-na dezessete magistrados, elegidos pela Assembleia Legislativa para períodos de oito anos e reelegidos automaticamente para períodos iguais salvo decisão em contrário de duas terceiras partes do total dos Deputados. Para o desempenho da magistratura exige-se o título de advogado e ter desempenhado a profissão durante dez anos pelo menos.
12. O título XII refere-se ao regime municipal. Mantém-se a divisão em províncias, cantões e distritos. Em cada cantão há uma municipalidade, elegida popularmente a cada quatro anos. As corporações municipais são autônomas.
13. O título XIII versa sobre a Fazenda Pública e regula a emissão e execução dos orçamentos e as funções da Controladoria Geral da República e a Tesouraria Nacional.
14. O título XIV regula as instituições autônomas, que gozam de independência em matéria de governo e administração. Entre elas figuram os bancos do Estado, as instituições seguradoras estatais e os novos organismos criados pela Assembleia Legislativa por votação não menor de dois terços do total de seus membros.
15. O título XV regula o serviço civil e o XVI o juramento que devem prestar os servidores públicos de observar e defender a Constituição e as leis.
16. O título XVI refere-se à revisão constitucional. Um projeto de reforma parcial à Constituição deve ser apresentados em sessões ordinárias por ao menos dez deputados. O projeto requer ser aprovado por dois terços de votos da Assembleia e depois passa ao Poder Executivo. O Presidente devolve-o com suas observações ao respeito junto com sua mensagem anual ao Poder legislativo em sua próxima reunião ordinária. A Assembleia deve aprovar novamente a reforma por duas terceiras partes de votos do total de seus membros. A reforma geral da Constituição só pode se efetuar por uma Assembleia Constituinte convocada ao efeito, prévio cumprimento dos trâmites da reforma parcial.
17. O título XVII refere-se à vigência da Constituição e inclui os artigos transitórios.